# Elogi de l'ombra
Elogi de l'ombra (en japonès 陰翳礼讃 In'ei raisan, que és més pròpiament traduït com Elogi de la foscor o Elogi de la penombra) és un assaig Jun'ichirō Tanizaki del 1933, en el que es comparen algunes diferències entre Orient i Occident i s'exposa el conflicte cultural que es deriva de la modernització, és a dir occidentalització, del Japó, començada el 1868 a partir de la reinstauració imperial Meiji.
Tanizaki expressa la seva tesi amb exemples quotidians relacionats amb objectes i espais. El títol del llibre deriva d'un d'aquests exemples, en el que exposa la seva teoria que a l'Occident es prima la claror, mentre que al Japó prima la foscor.

## Context sociocultural
Elogi de l'ombra està molt influenciada per l'època de canvis en què va viure Tanizaki. A partir de la reinstauració imperial s'inicià un procés ràpid de modernització que, en el decurs de trenta anys, va fer del país una potència militar i un poder industrial i comercial important. Les dimensions relativament reduïdes del Japó i la fixació dels objectius de modernització del Govern Meiji van fer que aquesta modernització-occidentalització fos ràpida. Les elits japoneses veien en la superioritat tecnològica i econòmica occidental alhora un exemple i un desafiament al qual calia respondre mitjançant una reforma que fes del Japó un gran poder nacional, militar i comercial.
L'agost de 1871, els dominis feudals van ser abolits i es creà en el seu lloc un sistema de prefectures territorials. Es van crear cossos de funcionaris a l'estil occidental i un exèrcit, marina i policia a l'estil britànic. Es va establir la igualtat jurídica dels japonesos davant la llei. També nasqué el ien (moneda del Japó) que equivalia a un dòlar nord-americà. El 1872 aparegué el primer periòdic i es va construir la primera línia de ferrocarril: el 1892 hi havia ja 600 periòdics i envers el 1914 el Japó tenia una xarxa ferroviària d'uns 10.000 kilòmetres. D'altra banda, es van occidentalitzar la indumentària i els pentinats, l'alimentació i la beguda, el calendari i l'arquitectura. En algunes ciutats grans s'instal·laren tramvies moderns i il·luminació als carrers. El 1877 es va obrir la Universitat de Tòquio, on bona part dels ensenyaments s'impartien en anglès i fins i tot en alemany, a càrrec de professors estrangers.
Fou sobretot el sector tèxtil (seda i cotó), a més del comerç exterior els elements que feren del Japó en tan sols vint anys una potència econòmica. L'economia japonesa va seguir creixent a passos agegantats, tant com la seva població. Això va reforçar els sentiments d'identitat nacional i l'orgull i la consciència racials del país. Això no obstant, el Japó es va convertir en un país ambiciós, que va entrar en conflicte amb diversos països en reclamar territoris a la Xina, la Corea i Rússia, donar suport a la insurrecció nacionalista anti-nord-americana a les Filipines i firmà amb Gran Bretanya una aliança defensiva per a contenir l'expansionisme rus a Àsia, que va desencadenar, el 1904, la guerra entre Rússia i el Japó. Aquests fets provocaren un moviment antijaponès a la Xina i la discriminació als Estats Units dels immigrants japonesos.

## Temes
Tanizaki explica amb molt de detall com són les llars, els costums i alguns objectes al Japó. N'analitza les formes, la composició, etc. i els compara amb occident.

### Arquitectura

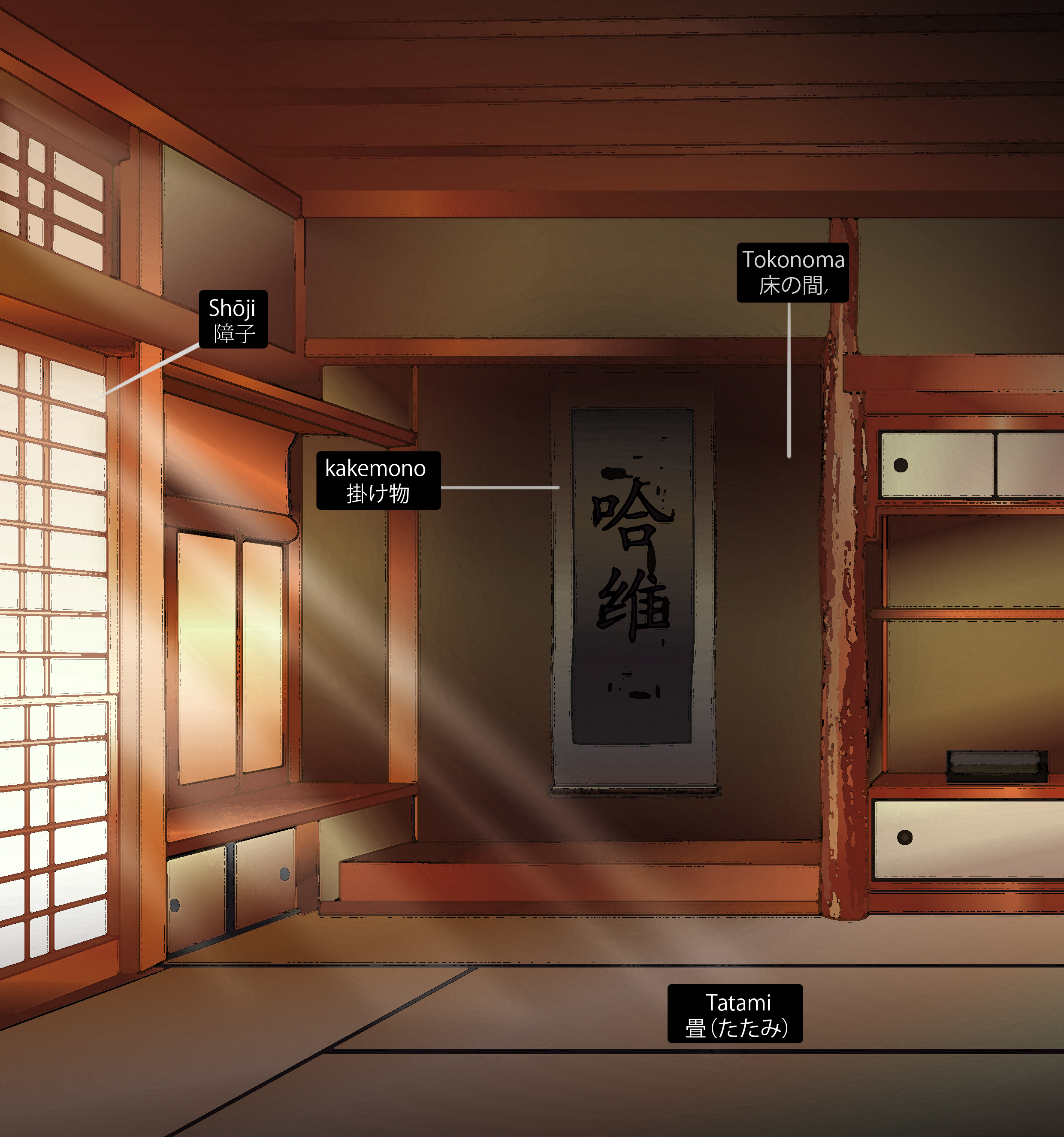
Tokonoma (床の間)

Si ens referim a l'arquitectura oriental, cal dir que és difícil construir una casa d'estil japonès tot integrant de manera subtil, còmoda i harmònica tots els accessoris moderns d'avui en dia, perquè al contrari que els occidentals, intenten camuflar cada detall modern. D'altra banda, si parlem de construccions japoneses, hem d'explicar que és el Tokonoma. Així doncs, el tokonoma és un espai que es preveu a les cases japoneses tradicionals, és un espai harmònic, on es col·loca un quadre i a vegades, unes flors. El quadre és molt important, atès que, segons com, es pot convertir l'espai en inharmònic. I en definitiva, aquest espai està fet per concentrar-hi l'ombra, perquè la resta de la casa queda il·luminada.
El shoji és una altra de les característiques que tenen les cases japoneses. És un tipus de porta que s'utilitza també com a separador d'habitacions. Està fet amb un gran marc de fusta i, mitjançant llistons, s'hi fan unes quadrícules. No tenen vidre, sinó un paper translúcid que deixa passar la llum adequada per a la casa. A occident, en canvi, mai s'havien vist portes com aquestes, perquè no es dona tanta importància a la llum, i les portes es fan opaques.
Una altra de les diferències en la construcció entre orient i occident és el teulat. Els teulats occidentals tenen l'objectiu de protegir la casa, però sempre intentant no fer ombra en ella. Al contrari que a la cultura japonesa, atès que a orient l'essència del teulat és la de fer ombra. Tanizaki menciona que això pot ser degut a la falta de materials, perquè que d'aquesta manera el teulat protegeix els laterals de la casa de tota ràfega de vent. La diferència entre aquests dos llocs també es veu clarament en els teatres. Això és degut al fet que en els teatres japonesos l'ombra és part essencial de les obres i de l'estètica que s'hi representa, i en els teatres occidentals no veiem res més que llums dirigides a l'escenari.
Per acabar, ens quedarien els lavabos. A occident estem acostumats a veure lavabos de tota classe, però sobretot els enrajolats. A més, durant la història, sempre hem pres aquests espais com llocs bruts que calia amagar. A orient, en canvi, els lavabos han de ser de fusta, i segons ens diu Jun'ichirō Tanizaki, els japonesos han arribat al súmmum del refinament en qüestió de lavabos. Per a ells, els lavabos han d'estar apartats de l'edifici principal, i prop d'un bosc, si és possible. Les parets han de ser llises, i l'únic inconvenient que li troba Tanizaki a Elogi de l'ombra és que a l'hivern no resulta gens còmode haver de desplaçar-se fins allà amb el fred que fa.

### Costums

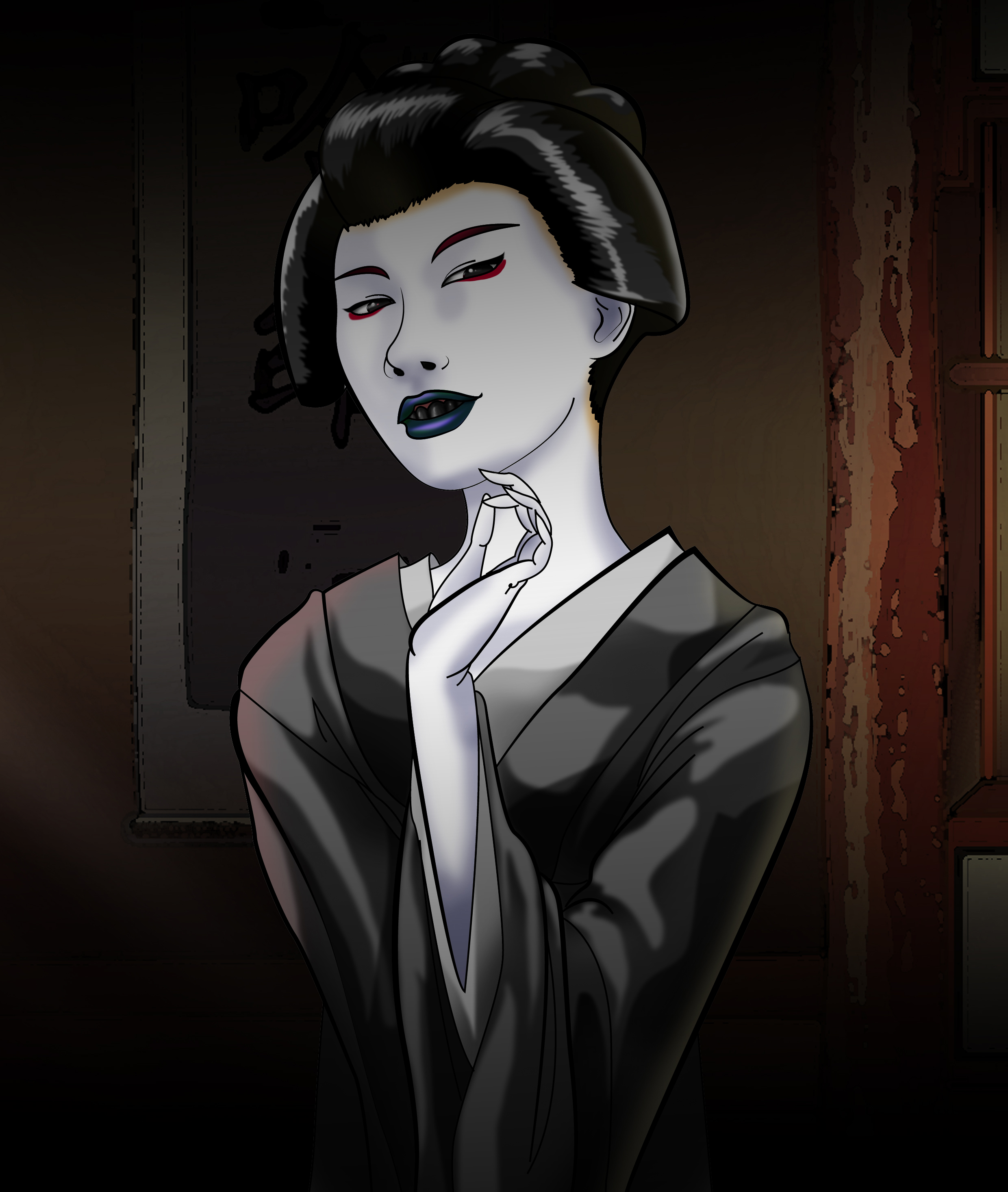
Dona Japonesa

Tanizaki fa èmfasi en la importància de mantenir els costums japonesos. Als orientals els atrauen els llocs foscos, amb poca il·luminació, i els objectes gastats i bruts. Ells converteixen aquestes ombres i aquesta brutícia en quelcom de bell mentre que els occidentals s'esforcen per mantenir-ho tot net i lluminós.
Tanizaki era un gran aficionat al teatre japonès, i fa una comparació entre el kabuki i el nō. En ambdós, els actors duen vestits de teixits brillants, brocats amb or i plata, però en el kabuki, en estar l'escenari tan il·luminat, aquests colors es tornen vulgars, al contrari que en un escenari de nō, en el que regna l'obscuritat i la penombra. L'ús de màscares en el kabuki també fa que tota l'escena transmeti artificialitat, mentre que la bellesa simple dels actors de nō converteix aquest tipus de teatre en quelcom de més proper i autèntic.
La diferència de raça, a parer de Tanizaki, també és molt notable. Les dones es maquillaven de blanc per no cridar l'atenció entre occidentals, perquè encara que la seva pell fos clara, estava rodejada per una mena d'obscuritat. Antigament, les dones només ensenyaven el cap i les mans, vestien roba de colors apagats, es depilaven les celles, es pintaven els llavis foscos i s'ennegrien les dents; d'aquesta manera el seu rostre semblava molt més blanc, i una pell blanca era sinònim de bellesa.

### Objectes
Atès que la nostra cultura és totalment diferent, els objectes que s'han anat creant a occident i a orient en el decurs dels segles, encara que tinguin a vegades la mateixa utilitat, són molt diversos pel que fa a les formes.
L'estri que utilitzaven per a l'escriptura, era el pinzell mullat en tinta xinesa, mentre que a occident, s'emprava la ploma estilogràfica. La tria d'un estri o d'un altre afecta el tipus de paper que s'usava. Al Japó, era més consistent, amb textura, suau i humit, sense sorolls en ser doblegat. El paper occidental, en canvi, és fred, sorollós i la llum rebota en la seva superfície.
En els estris de cuina també existien grans diferències. Els occidentals emprem objectes de plata o d'acer i sempre volem que estiguin brillants. Als orientals, en canvi, no els agrada veure quelcom de tan brillant, deixen que aquests objectes es vagin ennegrint amb el pas del temps. Els agraden els objectes desgastats pel contacte amb les mans, els tacats... De la mateixa manera que prefereixen la superfície tèrbola del jade a la lluïssor del diamant o del robí, o els cristalls opacs en lloc dels totalment transparents. Consideren que la bellesa de les vaixelles lacades només es pot apreciar a la foscor i que hom experimenta moltes més sensacions en menjar en elles que en una vaixella de ceràmica.

## Traducció al català
- Junichiro Tanizaki. Elogi de l'ombra. Barcelona: Angle Editorial, 2018. (El far; 2). ISBN 978-84-15695-36-3.